# École française de Florence
L'École française de Florence – Mlf Lycée Victor Hugo ou École française de Florence ou Lycée Victor Hugo de Florence (en italien : Scuola francese di Firenze) est un établissement d'enseignement français à l'étranger situé à Florence en Italie, créé en 1976 et faisant partie depuis 2007 du réseau mlfmonde de la Mission laïque française (Mlf),.
C'est une école privée qui est partenaire du réseau de l'AEFE.
Elle est auto-financée et ne reçoit aucune subvention. Ses ressources proviennent des droits de scolarité.
L'école est située, depuis 2012, au Palazzo Venturi Ginori, via della Scala.

## Présentation
L'école veut mettre en avant la diffusion de la culture et de la langue française, la laïcité de son enseignement, l'enseignement des cultures française et italienne. L'école enseigne le français, de l'italien et de l'anglais, dès la maternelle, auxquelles s’ajoutent l'allemand, l'espagnol ou le chinois à partir de la quatrième. 
Il profite également de son emplacement pour proposer à ses élèves un cursus artistique, en partenariat avec des musées et institutions de la ville, comme l'Institut français de Florence.

## Professeurs notables
- Alexis Kauffmann (2017-2021), mathématiques, fondateur de Framasoft[11].

## Galerie

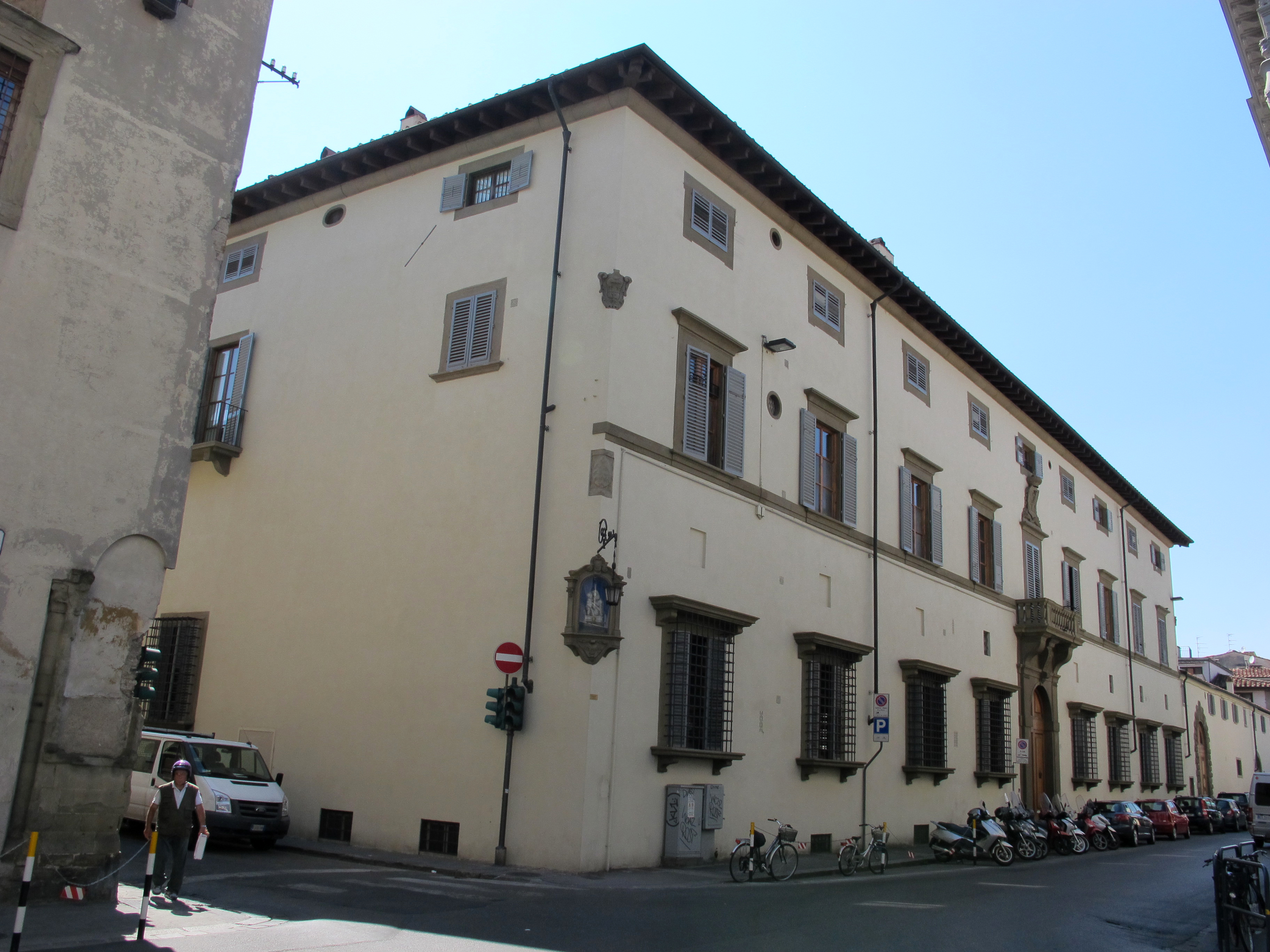
La facade du Palazzo Venturi Ginori, depuis la via della Scala.
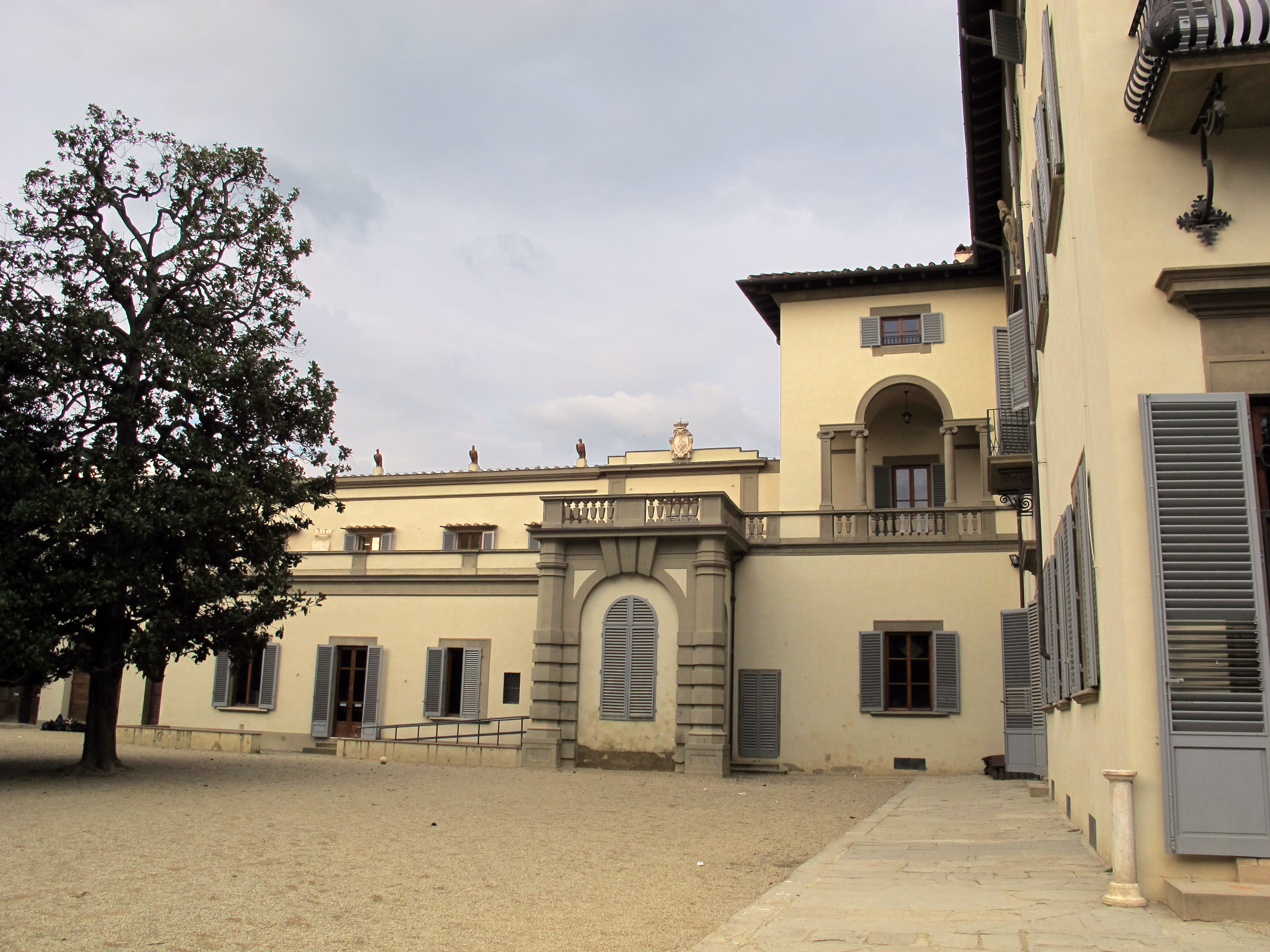
La cour extérieure du Palazzo Venturi Ginori, lieu de la récréation.
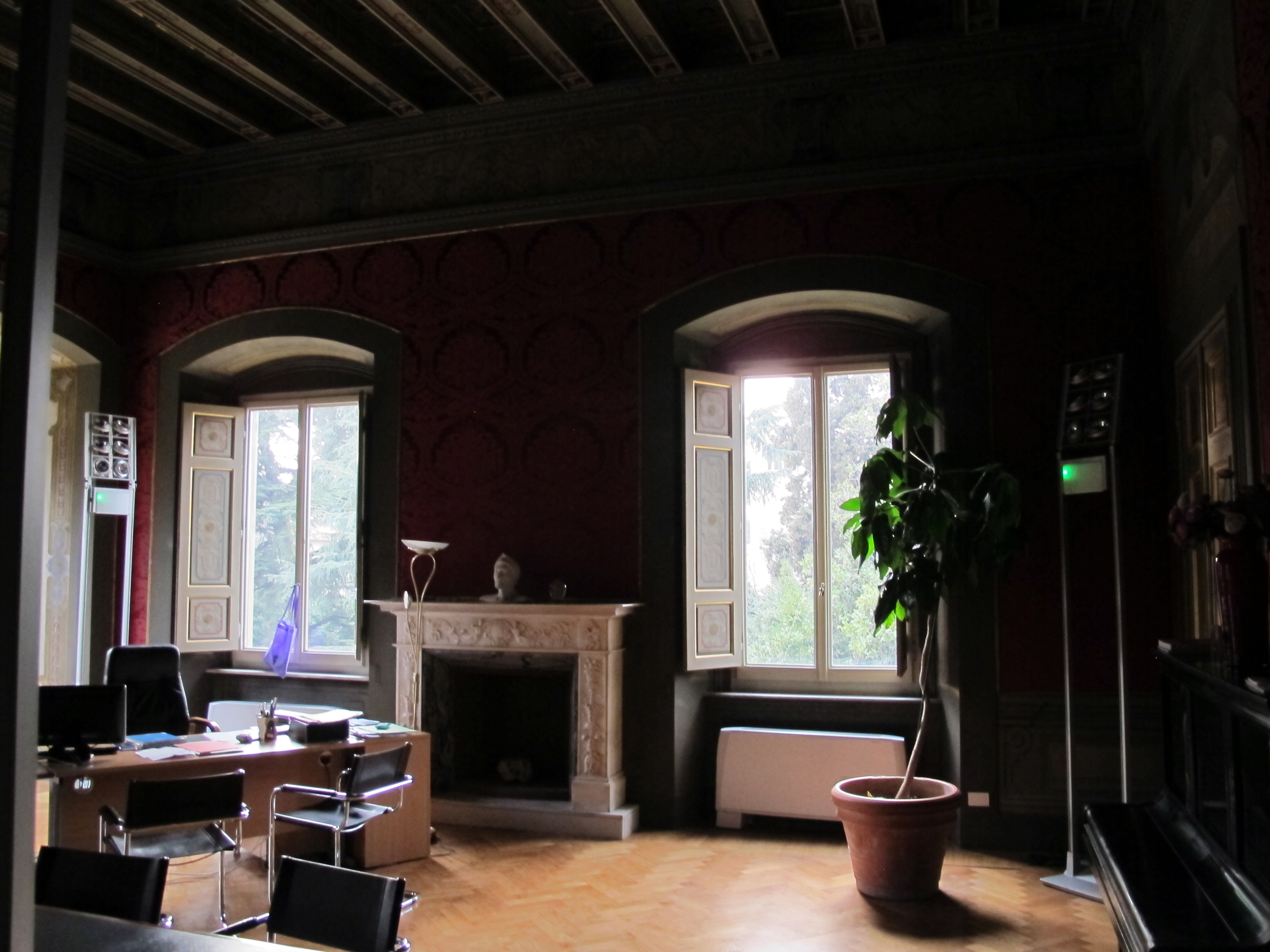
1er étage du Palais, la salle « rouge », bureau du directeur.
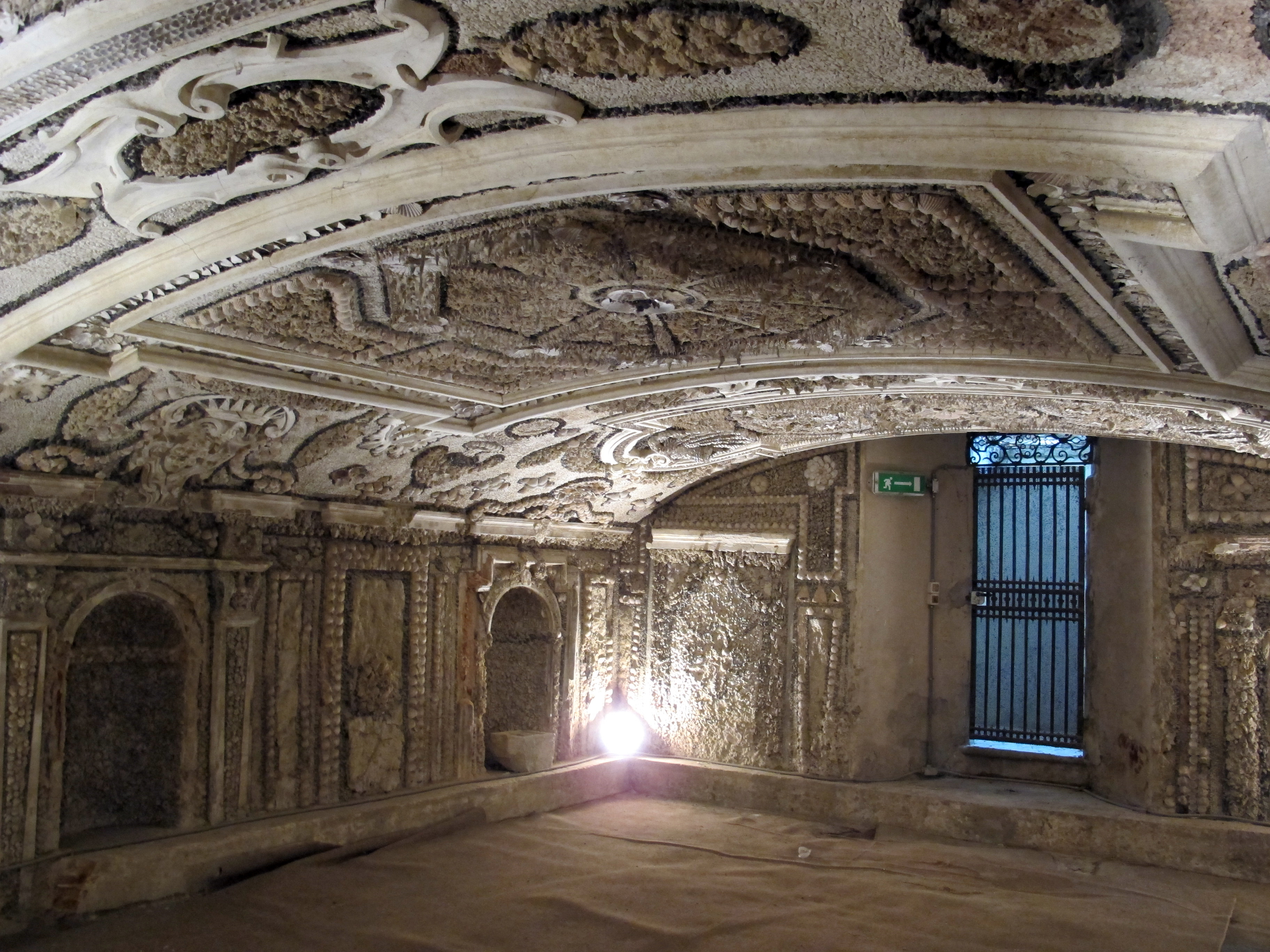
La grotte « du Cardinal », sous la chambre de Giancarlo de' Medici.
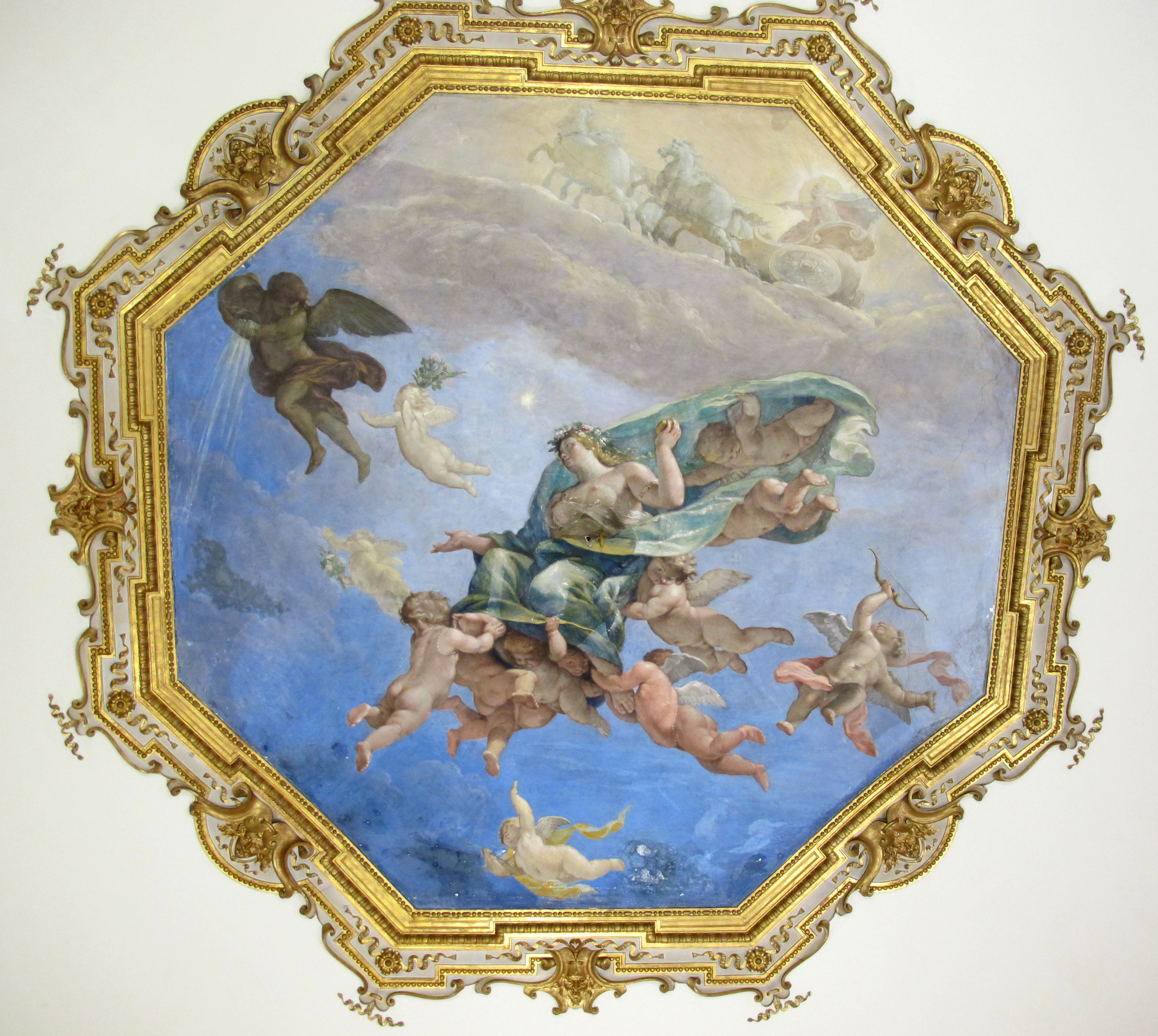
Fresque de Angelo Michele Colonna, salle de l'Aurore.